# Horfield
Horfield – dzielnica miasta Bristol, w Anglii, w Bristol, w dystrykcie (unitary authority) Bristol. W 2011 dzielnica liczyła 12 827 mieszkańców. Horfield jest wspomniana w Domesday Book (1086) jako Horefelle.